# Bitter Creek (Wyoming)
Il Bitter Creek è un torrente lungo circa 128 km (80 miglia) che scorre nello Stato americano del Wyoming. Attraversa diverse contee, tra cui Sweetwater e Carbon. La sua sorgente è nei pressi del Delaney Rim, che si trova nella parte ovest del Red Desert nella Contea di Carbon. La maggior parte del corso del torrente va in parallelo con la Prima Ferrovia Transcontinentale e con l'autostrada chiamata Interstate 80. Il Bitter Creek scorre attraverso le città di Rock Springs (Wyoming) e Green River (Wyoming), prima di immettersi nel Green River (fiume Utah).
Alla fine del XIX secolo, nel pieno dello sfruttamento delle miniere di carbone di Rock Springs, il torrente segnava il confine tra il campo minerario della Union Pacific Railroad a sud e l'accampamento di lavoratori immigrati cinesi a nord. Il 2 settembre 1885, un'orda inferocita di minatori bianchi prese il controllo dei ponti presenti sul Bitter Creek e aggredì con estrema violenza i Cinesi presenti nell'accampamento (Massacro di Rock Springs).
Molti ponti ferroviari attraversano il torrente in diversi punti di collegamento tra due città. Per passare per la strada sterrata utilizzata come accesso alla torre radio della KUGR (emittente radiofonica americana) di Green River, è necessario guidare almeno un pick-up o uno Sport Utility Vehicle. Diverse strade poste parallele al torrente nell'area di Sweetwater sono di proprietà privata.